# 新格列布利亞 (沃洛奇斯克區)
49°41′10″N 26°26′9″E / 49.68611°N 26.43583°E
新赫雷布利亞（烏克蘭語：Нова Гребля）是位於烏克蘭西部的村莊，由赫梅利尼茨基州裡赫梅利尼茨基區的沃洛奇斯克市鎮負責管轄。該村始建於1750年，面積0.95平方公里，海拔高度313米，2001年人口243，人口密度每平方公里255.8人。